# Gastronomía de la Comunidad Valenciana
La gastronomía valenciana (en valenciano, cuina valenciana) son los alimentos, las técnicas y la demás tradición culinaria de la Comunidad Valenciana, situada en el este de España, a orillas del Mediterráneo. Como tal, es parte integral de la dieta mediterránea, e incluye aceite de oliva, multitud de frutas y verduras, así como productos del mar. 
Existen importantes diferencias entre la cocina de las zonas costeras, donde los productos del mar y la verdura tienen mucho protagonismo, y la de interior, más rústica y con mayor importancia de los productos cárnicos. Sin embargo, ambas zonas tienen en común el hecho que caracteriza a la cocina valenciana: el empleo del arroz. Este cereal, cultivado desde la época musulmana en tierras valencianas, es muy apreciado y usado en infinidad de platos, entre ellos el más conocido a nivel internacional: la paella valenciana. El arroz de Valencia está protegido con D.O., así como la alcachofa de Benicarló, el aceite de oliva valenciano, el níspero de Callosa, el turrón de Xixona o la xufa (entre otros), con la que se prepara la bebida más tradicional, la horchata de chufa. También son conocidas mundialmente los cítricos valencianos (limones, naranjas y mandarinas).

## Platos típicos

### Arroces
De todos los platos que componen la cocina valenciana, el más conocido internacionalmente es la paella, un guiso de arroz seco, cocinado en una paella (sartén metálica poco profunda con asas que cede su nombre al plato) sobre un fuego de leña (preferiblemente de naranjo) preparado al efecto. Su popularidad es tal que muchas segundas residencias valencianas cuentan con un paellero, un espacio abierto o cerrado donde se cocina la paella a leña.
Existen múltiples recetas, pero la fundamental en la región se compone de arroz, pollo y conejo, bajoqueta (judía verde) y garrofón. Suele incluir también vaquetas (una variedad de caracol) o albóndigas de carne (en la comarca de la Ribera). El color amarillo se consigue de manera tradicional con azafrán, aunque se ha popularizado el uso de colorantes artificiales.
La tradición arrocera en tierras valencianas es reconocida internacionalmente gracias a la difusión de los arroces a la valenciana, una familia de platos con variaciones en los ingredientes pero con un método de preparación similar que se pueden encontrar en diversas gastronomías latinoamericanas y hasta en Filipinas.
La popularización de este plato ha provocado la aparición de innumerables recetas que poco tienen que ver con la original, ya que incluyen guisantes, chorizo, aceitunas o, como en el caso de la denominada paella mixta, que mezclan carne y pescado. Los valencianos no reconocen estas variedades como paellas, habiendo aparecido un grupo de cocineros valencianos, liderados por Rafael Vidal, en el que se incluyen la Asociación de Restaurantes de la Provincia de Valencia Menjar i Viure y la Asociación Valenciana de Empresarios de Restaurantes, que han declarado la necesidad de oficializar la receta de la paella valenciana.
La paella de marisco se dice que procede de la costa de Castellón y Tarragona, no de Valencia, mientras que en la provincia de Alicante predominan los arroces menos secos, melosos o caldosos. Sobre la internacionalización de la paella, Manuel Vázquez Montalbán ironizaba: «La paella internacionalizada es un guiso de arroz en el que se mezcla carne y pescado y cualquier vegetal, con la excepción del plátano».
El arroz juega un papel tan importante en esta cocina regional que en muchos libros de cocina de España aparecen más de 100 formas distintas de prepararlo con origen en la Comunidad Valenciana, ya sean secos (como el arroz a banda o el arroz negro), al horno (como el arroz al horno o el arroz con costra) o caldosos (como el arroz con acelgas o el arroz con alubias y nabos).
Otro plato cocinado de forma muy similar a la paella de marisco es la fideuá, en la que se sustituye el arroz por un tipo especial de fideos gruesos y huecos. Otros ingredientes típicos son el pescado, el calamar, las clóchinas (una variedad autóctona del mejillón) y otro marisco.
En la mitad sur de la provincia de Alicante es tradicional el arroz con costra, a base de longanizas, morcillas, blanco y huevo.

### Guisos

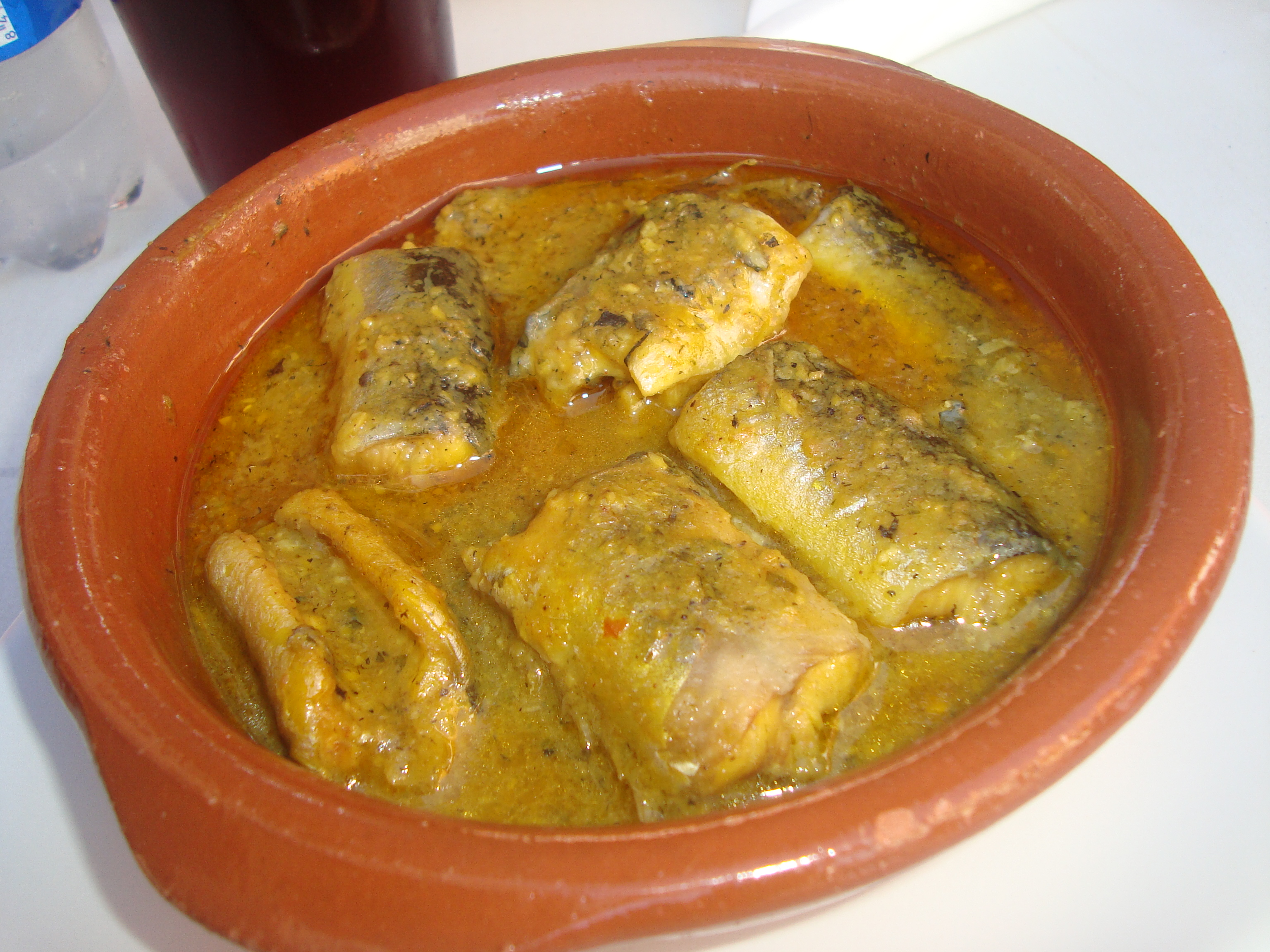
Cassoleta de suquet d'anguila.

En las comarcas de interior son muy típicas las ollas u olletas, que se suelen preparar en invierno. Sus ingredientes principales son huesos, arroz, carne de cerdo, morcilla y legumbres. El puchero o cocido de pelotas es típico sobre todo el día de Navidad.
Una preparación específicamente valenciana típica de la Albufera de Valencia es el all i pebre, guiso con patatas, pimentón y anguilas.

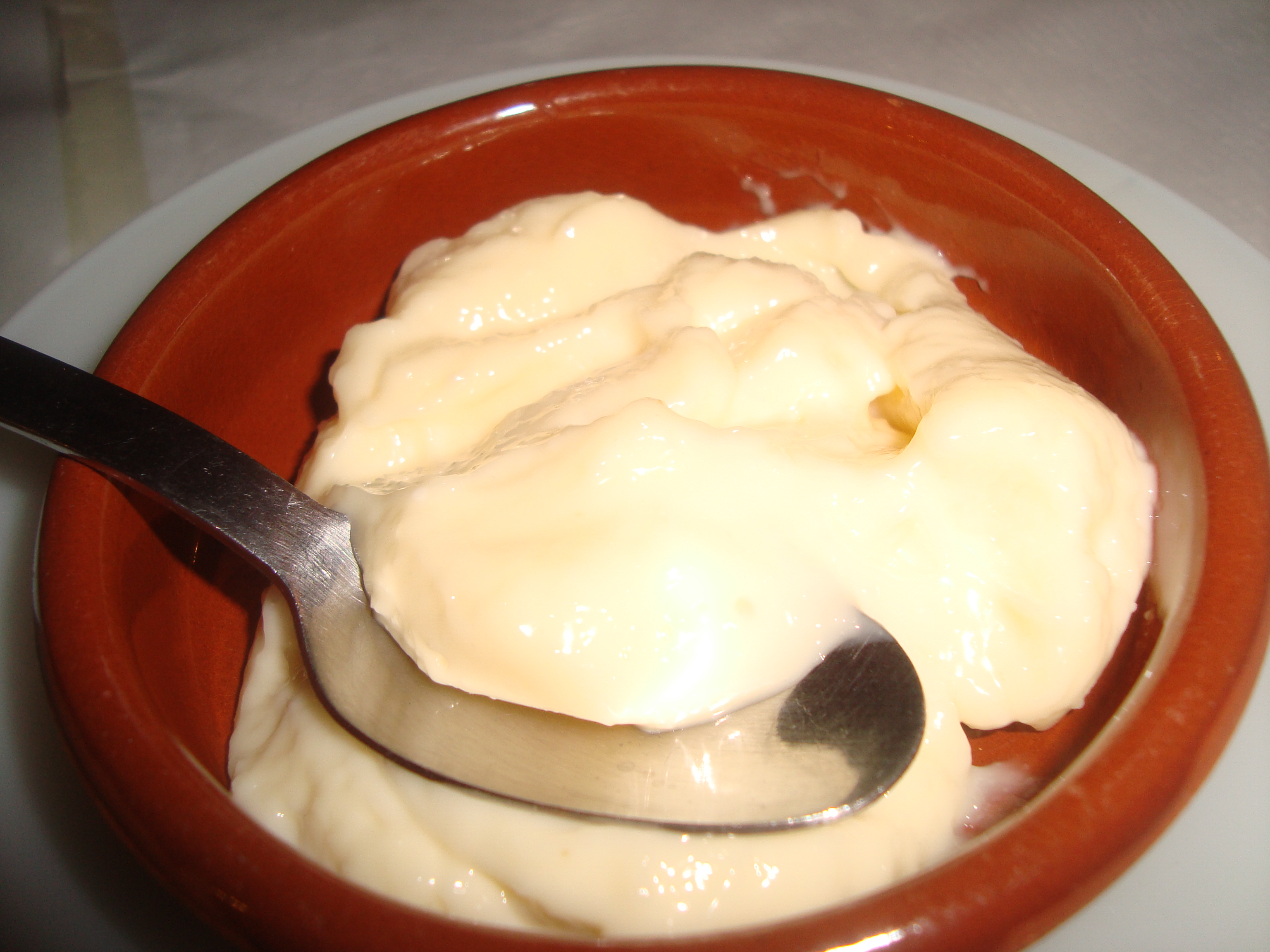
All i oli.

En el interior y el sur de la Comunidad Valenciana, por influencia de la vecina Castilla-La Mancha son típicos los gazpachos manchegos, pudiéndose encontrar tanto los tradicionales que incorporan carne de caza como versiones de pescado y mariscos.

### Salsas
El alioli (palabra en valenciano que deriva de la unión de all (ajo) y oli (aceite) es una de las salsas más características que se utilizan en la cocina valenciana. Llamado ajoaceite en la zona castellanohablante de la Comunidad Valenciana, formada por la emulsión de aceite de oliva y ajo. Suele emplearse como condimento en algunos platos, en especial en preparaciones a base de pescado o marisco, en el arroz a banda de Alicante y, a veces, como una salsa servida por separado.

### Cocas

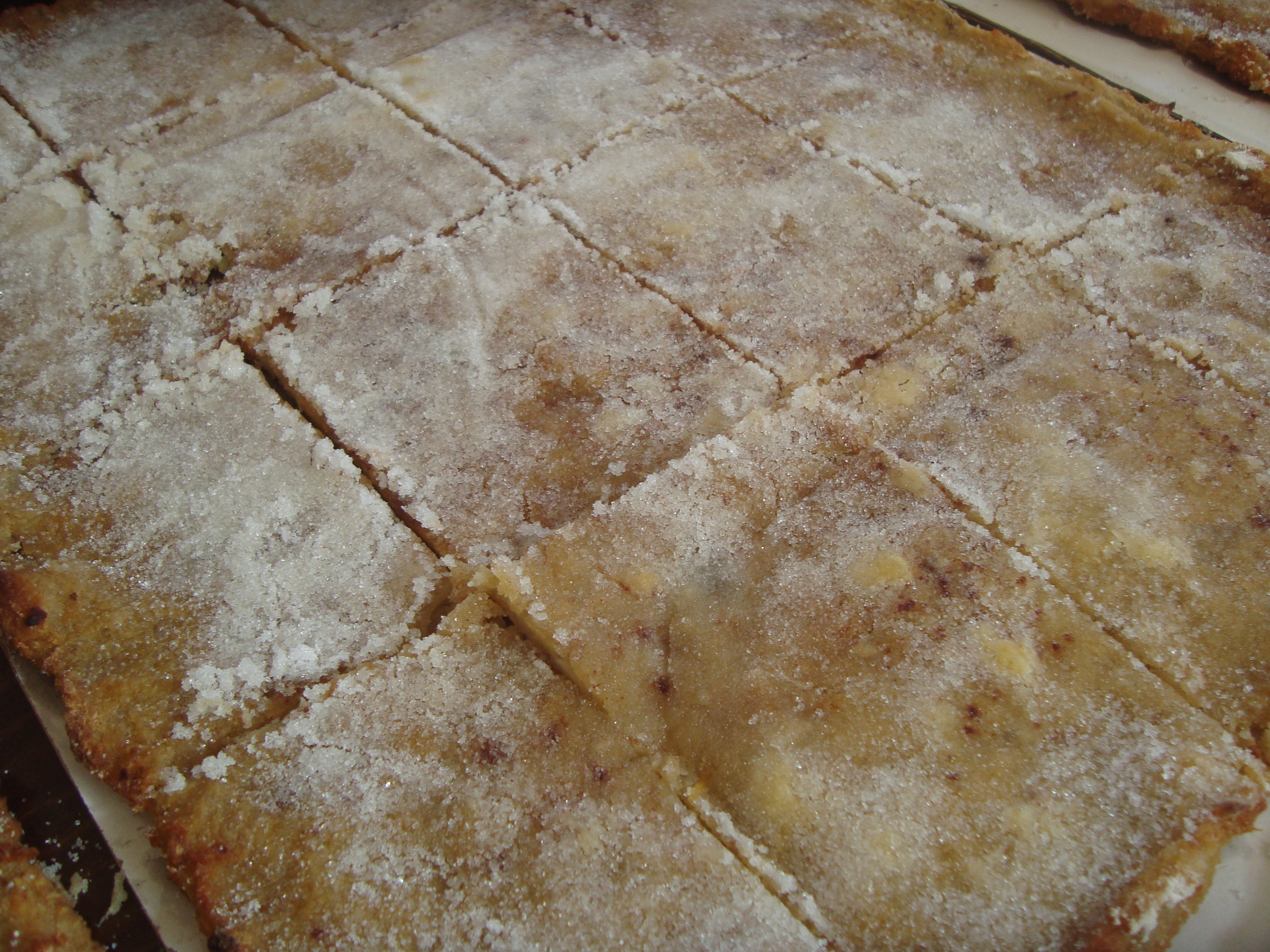
Coca dulce de boniato

Las cocas son una especie de tortas planas hechas de masa de harina que pueden ser dulces o saladas. Existen numerosos tipos de cocas a lo largo de las tierras valencianas, ya sean saladas como la de tomate, verduras, la Coca amb tonyina (de atún) que se consume en las fiestas alicantinas de las Hogueras de San Juan, la coca de maíz típica de la Safor y la de mollitas. Entre las dulces pueden encontrarse la coca de llanda o la de Castellón.

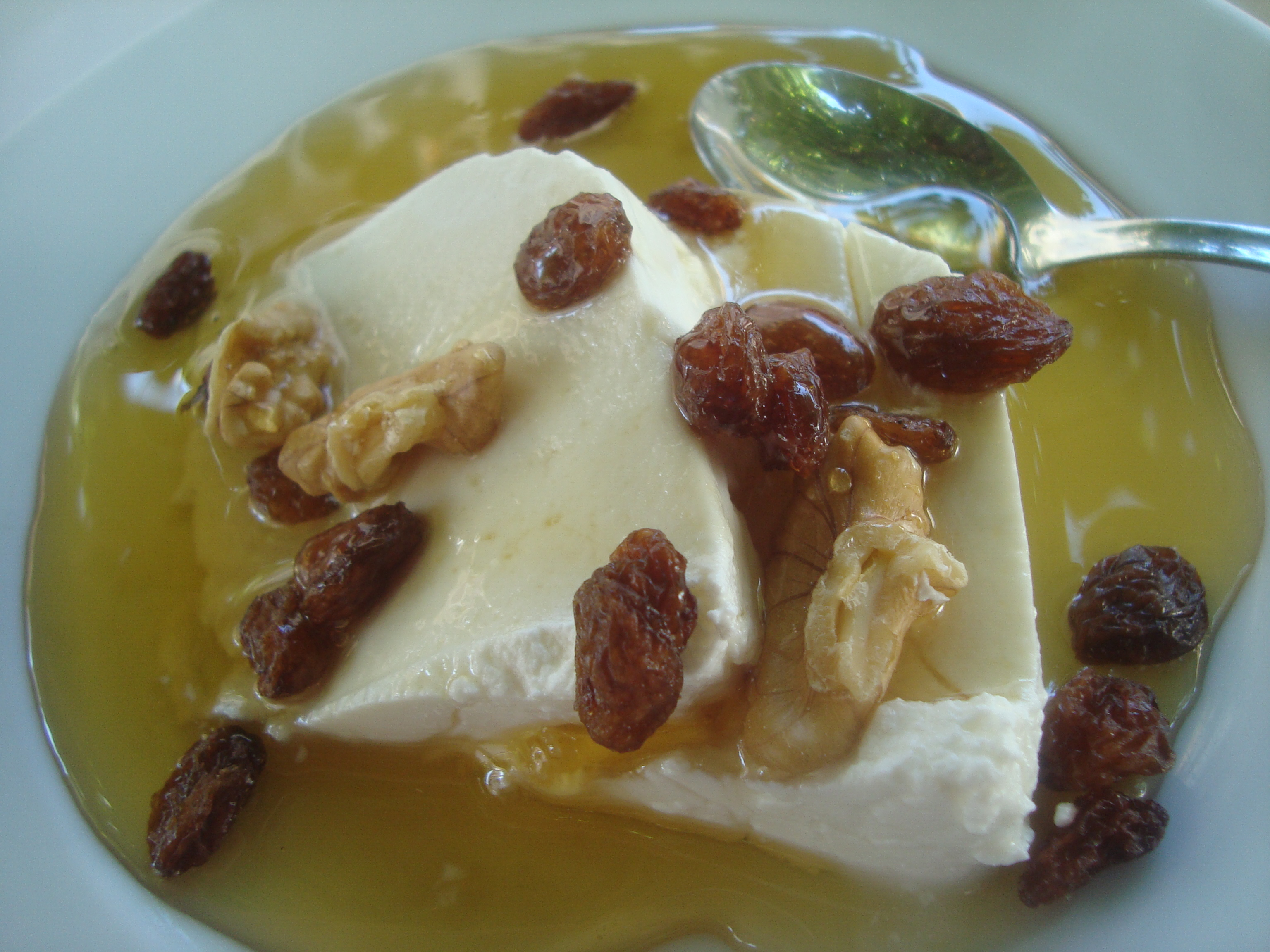
Queso Requesón con Miel y frutos secos (postre de músico).

### Entrantes

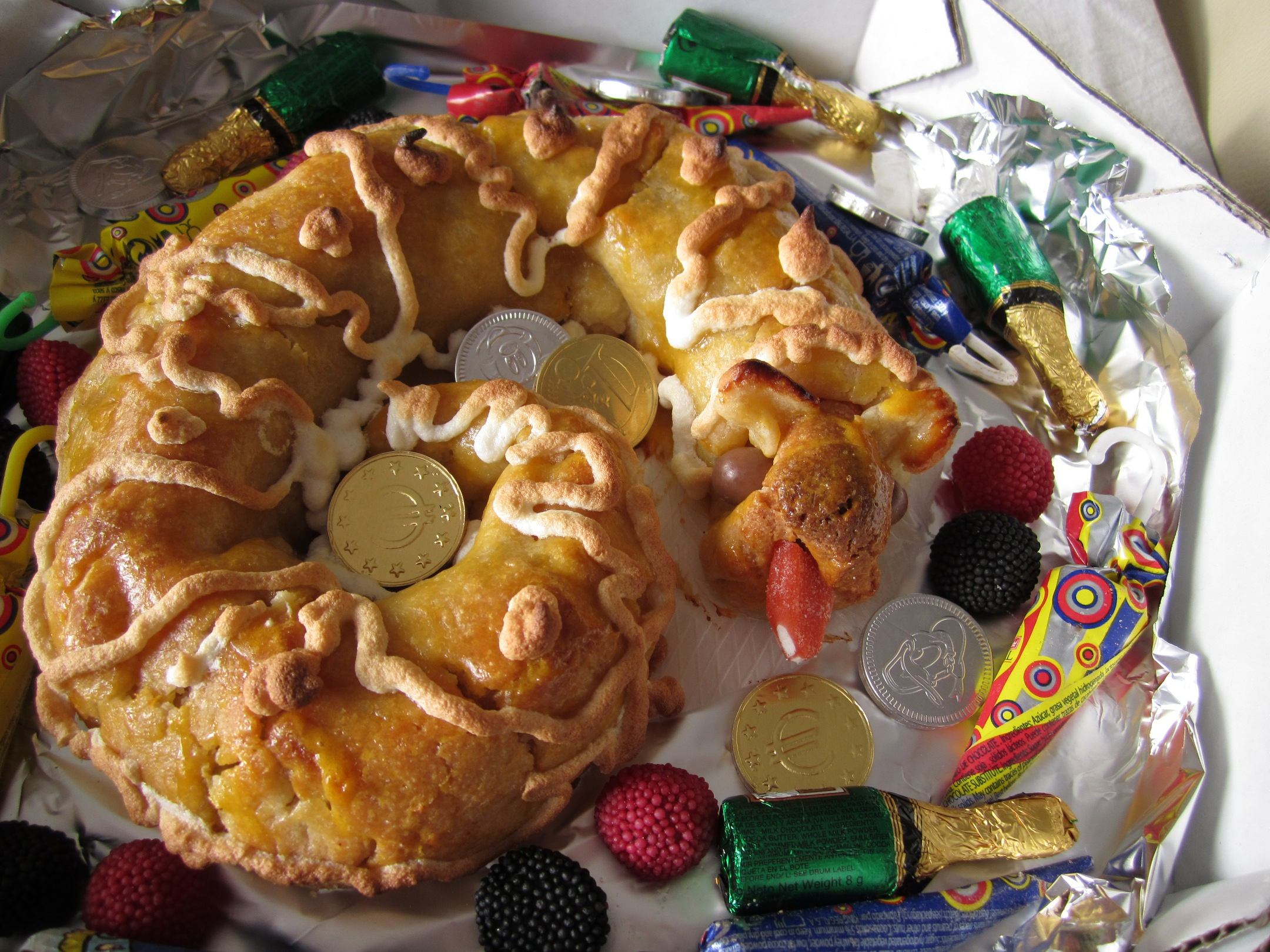
Casca con forma de serpiente.

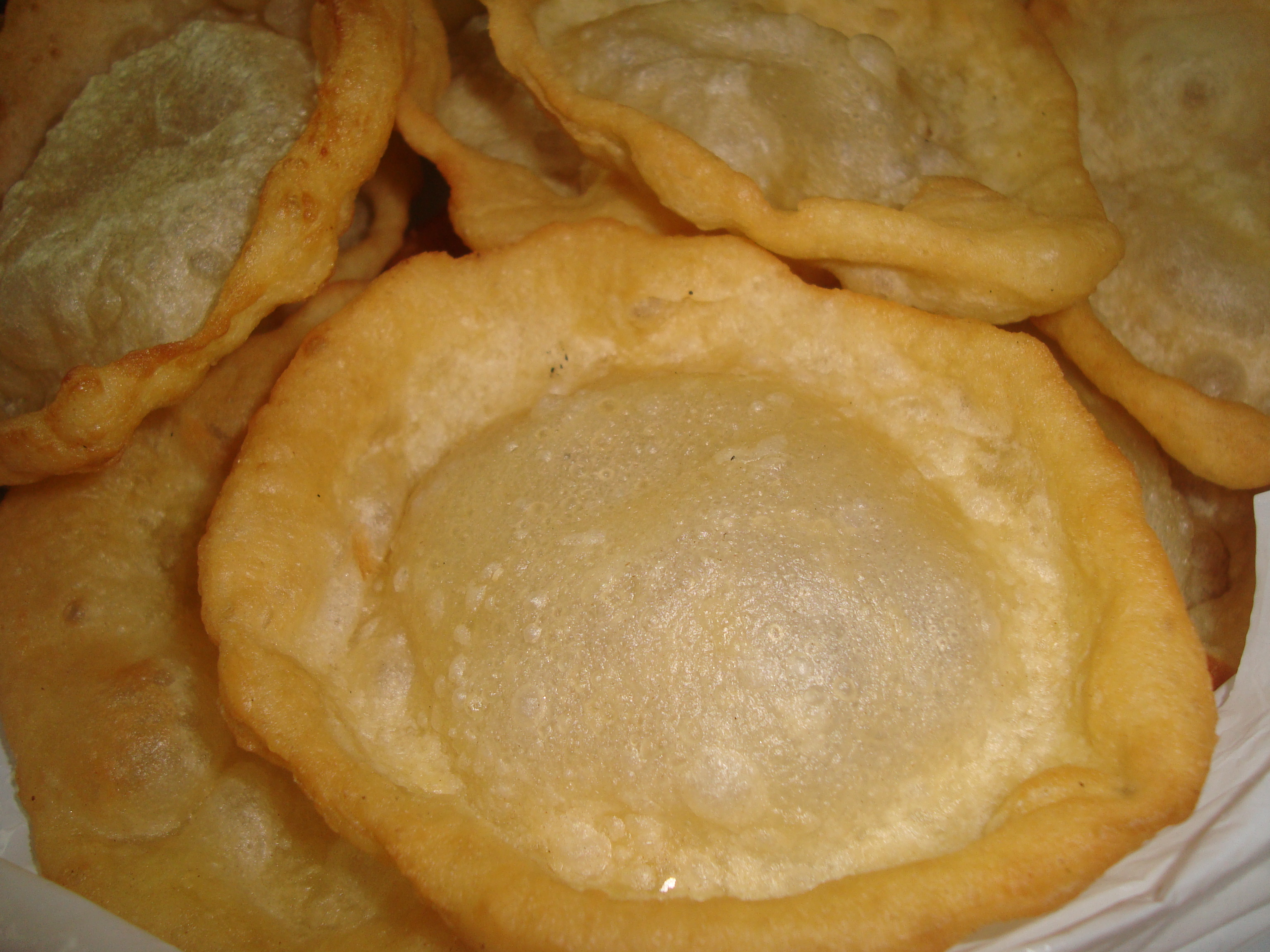
Orelletes del Maestrat

El consumo de salazones de pescado es muy típico de la región, en especial de mojama, huevas o bacalao seco, con el que se elaboran platos tan tradicionales como el esgarraet, el espencat o la titaina.
Las verduras de la huerta se utilizan en ensaladas (la típica valenciana incorpora tomate, lechuga, cebolla y algún encurtido como aceitunas o alcaparras) o para preparar el tradicional hervido, cena de muchos mayores.
Debido a que el clima valenciano es en general seco no hay mucha ganadería, por lo que no existen demasiadas variedades de queso, siendo casi todas ellas tiernas. Se pueden destacar el queso de Tronchón, el blanquet, el de cassoleta, el de la Nucía o el de servilleta, tradicionalmente servido a la plancha.

Entre los embutidos los más populares son la longaniza (tanto la tierna como la de Pascua, que se sirve seca), la morcilla (de cebolla, arroz o pan), el chorizo y la sobrasada (especialmente en la comarca de la Marina Baja, que fue repoblada por mallorquines tras la expulsión de los moriscos).

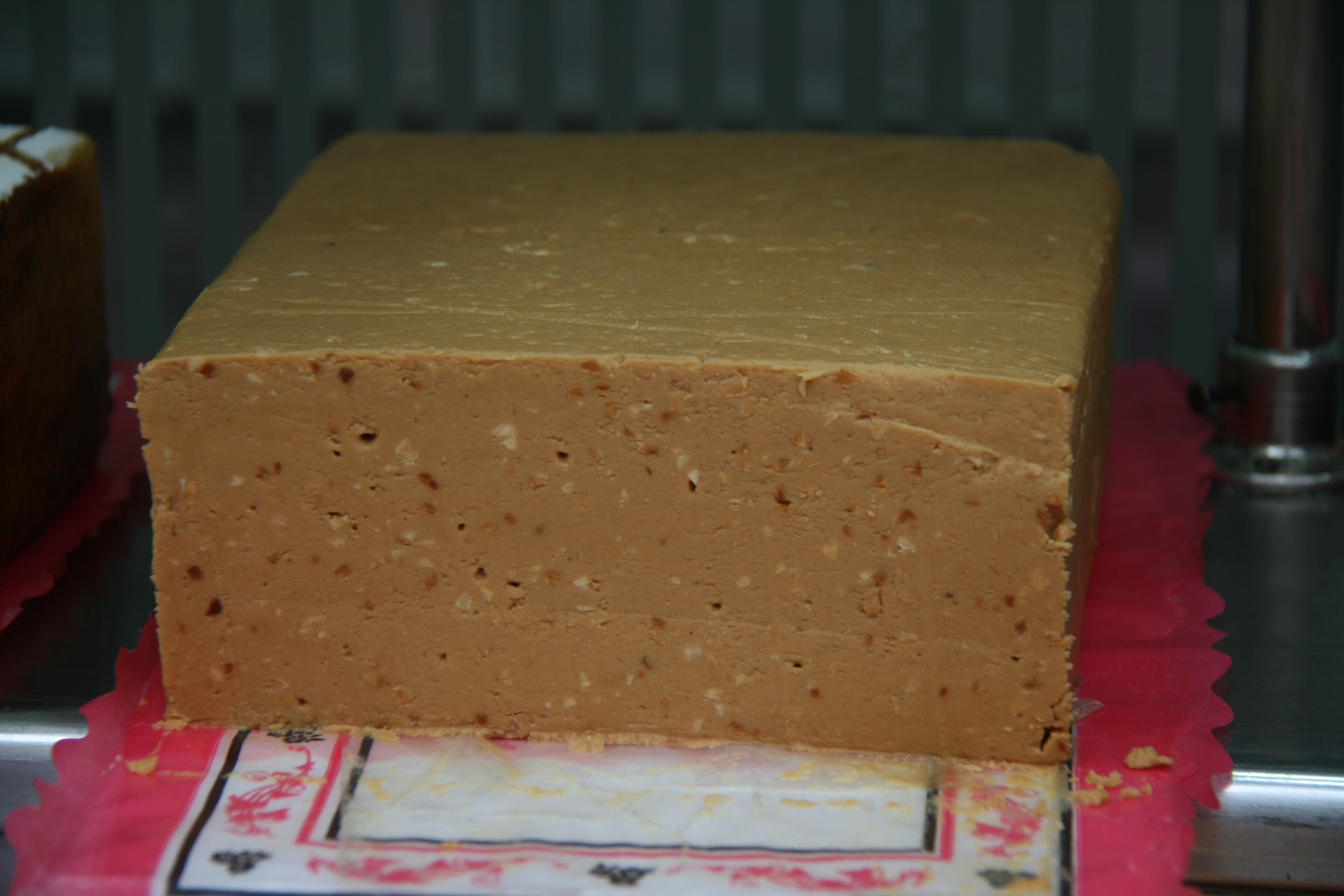
Turrón de Jijona.

### Dulces

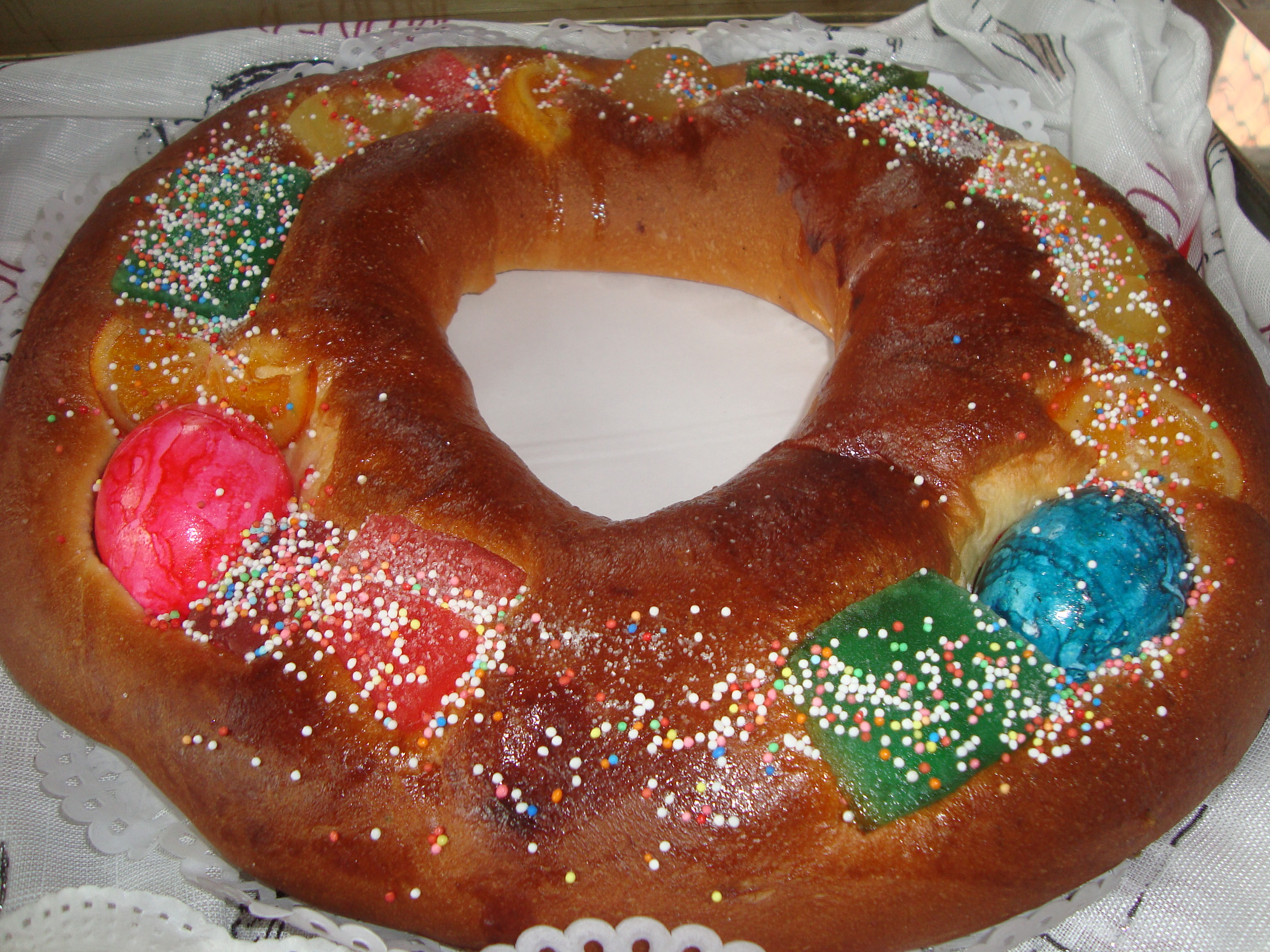
Mona de Pascua de dos huevos.

La repostería tradicional valenciana tiene una notable influencia musulmana, por lo que el uso de almendras y miel es muy abundante. El dulce más popular es indudablemente el navideño turrón, fabricado en Jijona (Alicante) y Casinos (Valencia) a base de almendra y azúcar. También las peladillas de Casinos o Alcoy.

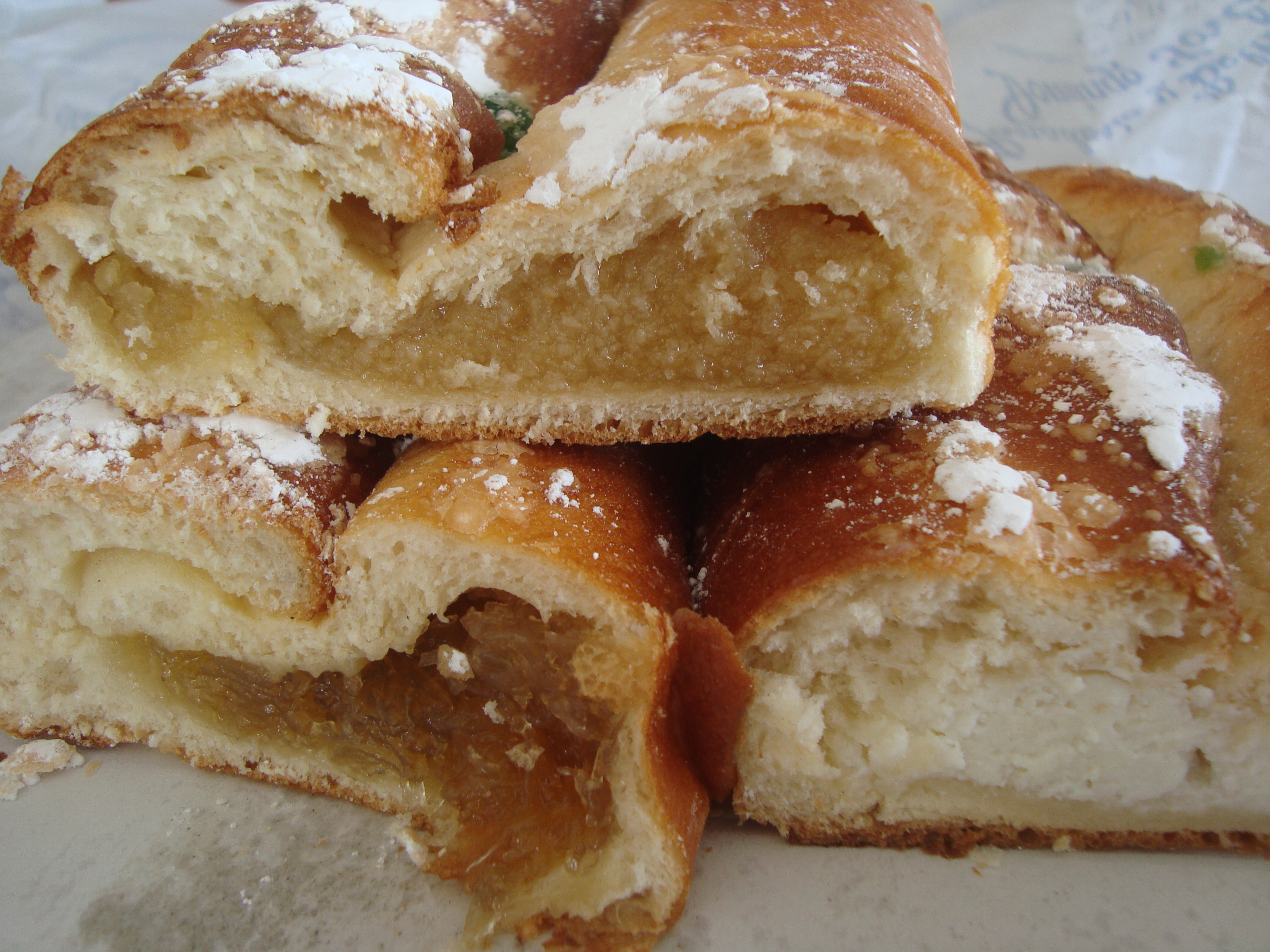
Farinoses dolses.

Otro de los dulces típicos de la cocina valenciana es la casca. Esta se realiza con almendra molida, azúcar y huevos, que se puede rellenar de yema confitada, boniato o calabaza, aunque también puede ir acompañada de canela, ralladura de naranja o de limón, o merengue. La casca se consume típicamente el Día de Reyes y su forma puede variar, pero suele tener forma de rosca o de serpiente.
Una bebida típica de la región es la horchata de chufa, principalmente en Alboraya, que suele beberse granizada o líquida (siempre muy fría) y mojando en ella fartones.
Otros dulces típicos son el arnadí (un pastel hecho de calabaza y almendra), las almojábanas, los rosigones, el arrop i tallaetes o las orelletes. En Pascua es muy tradicional el consumo de monas y el panquemado típico de Alberique, que se produce todo el año.

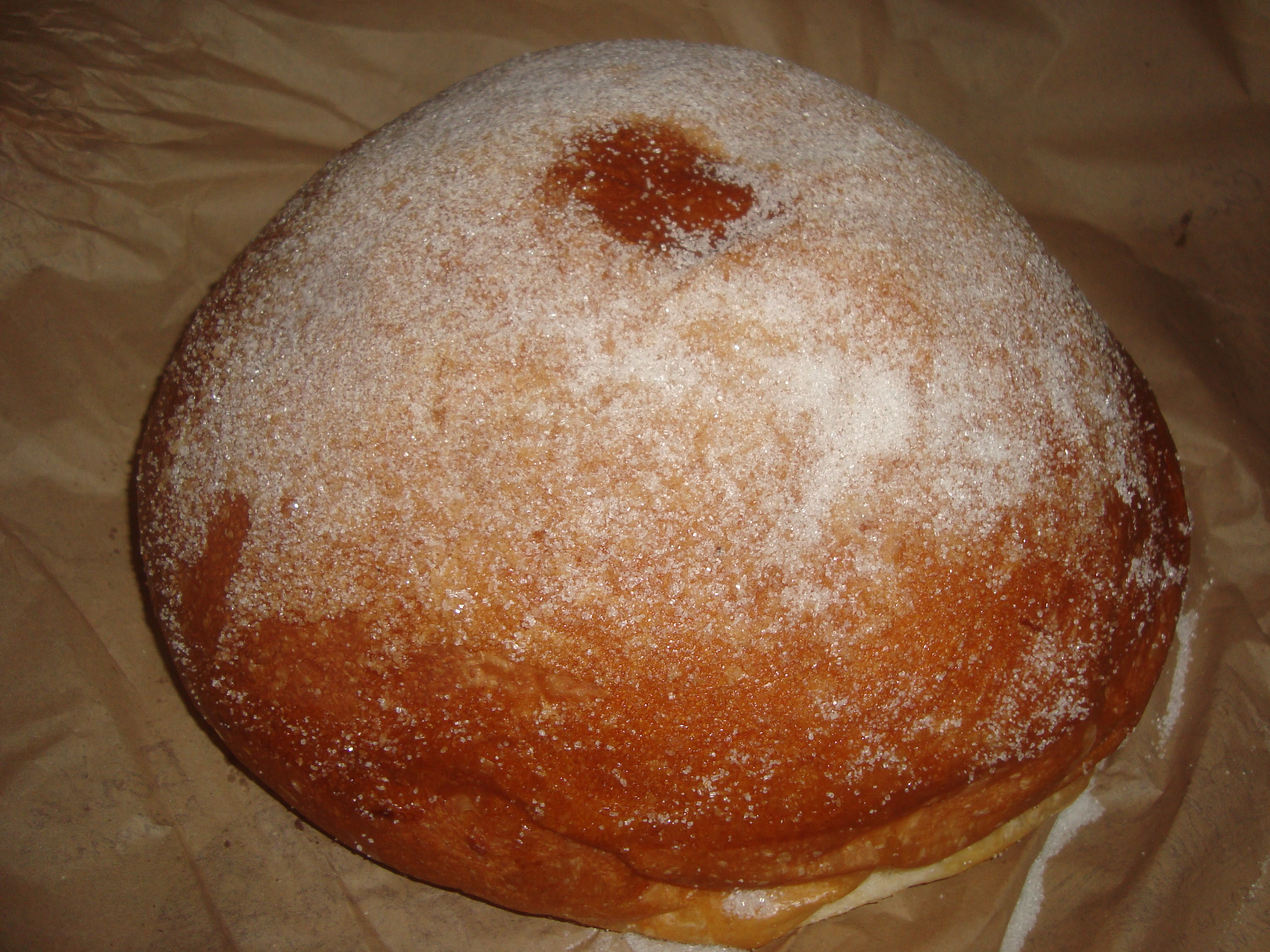
Panquemao (Castellón).

### Bebidas
Entre las bebidas típicas de Valencia se encuentra la horchata de chufa, especialmente la de Alboraya, que se elabora con una planta local llamada chufa y que se suele beber granizada o líquida (siempre muy fría), a veces mojando fartones en ella, un pastelito alargado. En el área de Alicante se produce la horchata de almendra, una preparación parecida
Más reciente es la receta del agua de Valencia, un cóctel que data de los años 50 preparado con una base de bebidas alcohólicas (normalmente vodka y ginebra), azúcar, zumo de naranja y cava.
Quizá la bebida más popular en el centro de la Comunidad sea el herbero, bebida alcohólica hecha utilizando hierbas de la sierra de Mariola. También cabe destacar el café-licor, típico de la ciudad de Alcoy, y la cazalla , una bebida derivada de la destilación del anís muy conocida en la Safor y la Ribera del Júcar.

La Comunidad Valenciana cuenta con tres denominaciones de origen de vinos: la de Alicante, la de Utiel-Requena y la de Valencia. Además, en Requena se produce cava. También se produce mistela en Valencia y fondillón (un vino rancio alicantino). Hay también dos indicaciones geográficas para el vino: la de Castellón y la del Terrerazo. El moscatel o mistela se produce sobre todo en la Marina Alta y la Valldigna.

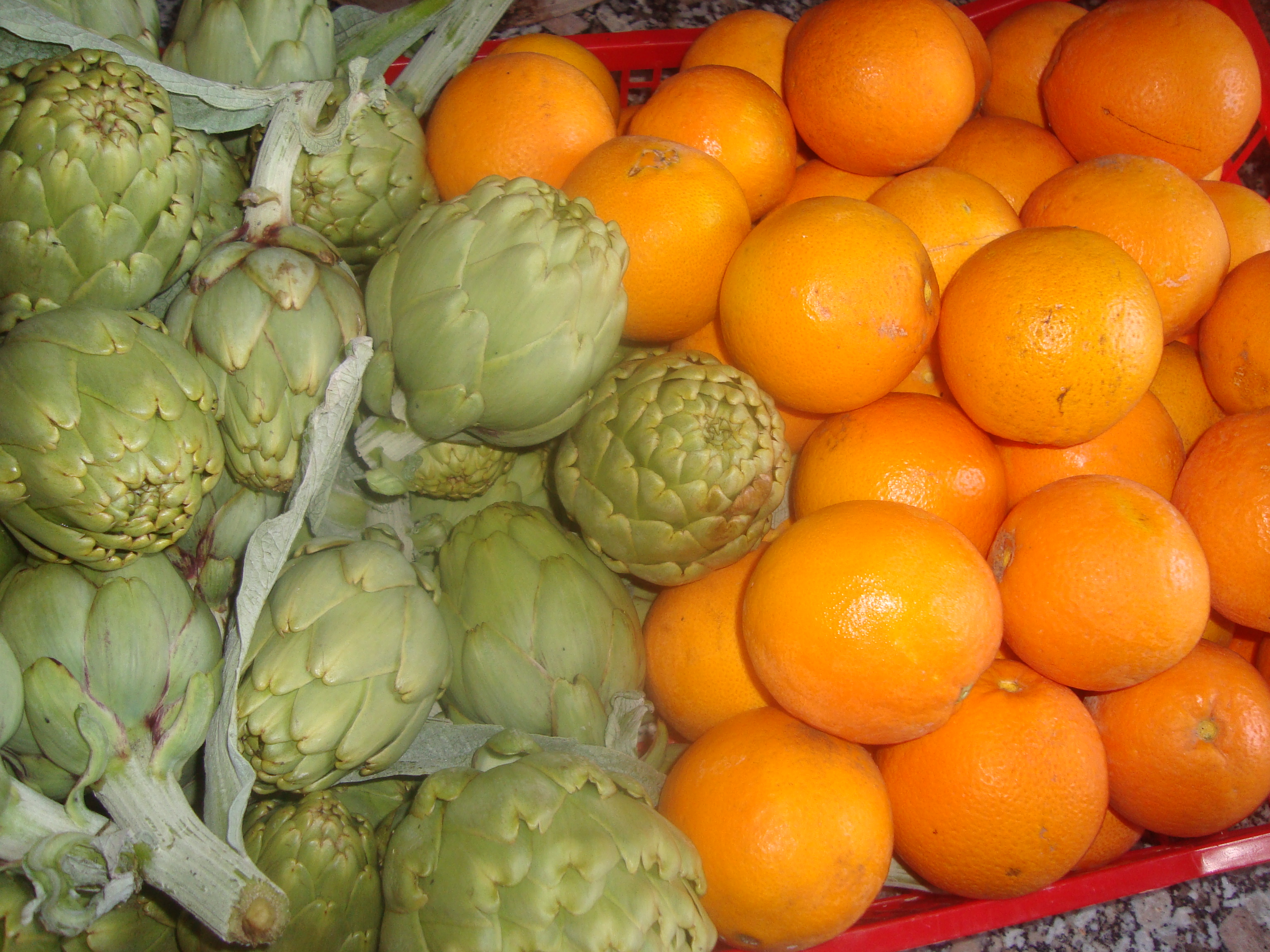
Alcachofas y naranjas de Torreblanca (Castellón)

## Denominaciones de origen
La gran calidad de los productos valencianos se protege con diferentes denominaciones de origen. De la famosa huerta valenciana se extraen productos como la alcachofa de Benicarló, las cerezas de la montaña de Alicante, la chufa de Valencia, el kaki de la Ribera del Júcar, el níspero de Callosa de Ensarriá o las reconocidas naranjas. También se produce un aceite de oliva de gran calidad, las uvas con las que se celebran las campanadas de Nochevieja y el arroz, fundamental en la dieta valenciana.
En la provincia de Alicante se producen unas tradicionales bebidas espirituosas, como el café licor (imprescindible en las fiestas de Moros y Cristianos), el cantueso, el herbero o el anís paloma.